# Rally El Corte Inglés de 1998
El El Corte Inglés de 1998, oficialmente 22.º Rally El Corte Inglés, fue la vigesimosegunda edición, la quinta cita de la temporada 1998 del Campeonato de Europa de Rally y la primera de la temporada 1998 del Campeonato de España de Rally. Fue también puntuable para el campeonato de Canarias, el Desafío Peugeot y la Copa Ibiza. Se celebró del 13 al 14 de marzo y contó con un itinerario de veintiún tramos que sumaban un total de 328,28 km cronometrados.

## Itinerario
| Día   | Tramo | Nombre                  | Distancia | Ganador        | Tiempo  | Líder          |
| ----- | ----- | ----------------------- | --------- | -------------- | ------- | -------------- |
| Día 1 | TC1   | Telde                   | 30.00 km  | Gilles Panizzi | 19:09.7 | Gilles Panizzi |
| Día 1 | TC2   | Agüimes                 | 17.43 km  | Jesús Puras    | 11:17.5 | Gilles Panizzi |
| Día 1 | TC3   | Fataga                  | 6.00 km   | Gilles Panizzi | 3:50.8  | Gilles Panizzi |
| Día 1 | TC4   | Maspalomas              | 11.13 km  | Jesús Puras    | 5:56.3  | Gilles Panizzi |
| Día 1 | TC5   | Gran Karting Club       | 1.70 km   | Jesús Puras    | 1:44.5  | Gilles Panizzi |
| Día 1 | TC6   | Telde                   | 30.00 km  | Jesús Puras    | 18:40.9 | Gilles Panizzi |
| Día 1 | TC7   | Agüimes                 | 17.43 km  | Jesús Puras    | 11:23.0 | Gilles Panizzi |
| Día 1 | TC8   | Fataga                  | 6.00 km   | Gilles Panizzi | 3:50.5  | Gilles Panizzi |
| Día 1 | TC9   | Maspalomas              | 11.13 km  | Jesús Puras    | 5:58.9  | Gilles Panizzi |
| Día 1 | TC10  | Telde                   | 30.00 km  | Jesús Puras    | 19:00.0 | Gilles Panizzi |
| Día 1 | TC11  | Agüimes                 | 17.43 km  | Jesús Puras    | 11:13.9 | Gilles Panizzi |
| Día 1 | TC12  | Fataga                  | 6.00 km   | Gilles Panizzi | 3:51.7  | Gilles Panizzi |
| Día 1 | TC13  | Maspalomas              | 11.13 km  | Gilles Panizzi | 6:02.6  | Gilles Panizzi |
| Día 1 | TC14  | Gran Karting Club       | 1.70 km   | Jesús Puras    | 1:36.2  | Gilles Panizzi |
| Día 2 | TC15  | Cumbres de Gran Canaria | 22.20 km  | Gilles Panizzi | 13:47.5 | Gilles Panizzi |
| Día 2 | TC16  | Artenara                | 31.15 km  | Jesús Puras    | 21:34.7 | Gilles Panizzi |
| Día 2 | TC17  | Azuaje                  | 6.70 km   | Gilles Panizzi | 3:49.6  | Gilles Panizzi |
| Día 2 | TC18  | Firgas                  | 11.10 km  | Luis Monzón    | 7:02.1  | Gilles Panizzi |
| Día 2 | TC19  | Cumbres de Gran Canaria | 22.20 km  | Gilles Panizzi | 13:44.1 | Gilles Panizzi |
| Día 2 | TC20  | Artenara                | 31.15 km  | Luis Climent   | 21:47.4 | Gilles Panizzi |
| Día 2 | TC21  | Azuaje                  | 6.70 km   | Gilles Panizzi | 3:47.9  | Gilles Panizzi |

## Clasificación final
| Pos. | Piloto            | Copiloto           | Automóvil                     | Tiempo         | Diferencia |
| ---- | ----------------- | ------------------ | ----------------------------- | -------------- | ---------- |
| 1.   | Gilles Panizzi    | Hervé Panizzi      | Peugeot 306 Maxi              | 3:30:56.7      | 0.0        |
| 2.   | Jesús Puras       | Carlos del Barrio  | Citroën ZX Kit Car            | 3:33:21.3      | +2:24.6    |
| 3.   | Luis Climent      | José Antonio Muñoz | Renault Mégane Maxi           | 3:34:14.5      | +3:17.8    |
| 4.   | José Mari Ponce   | Gaspar León        | Toyota Celica GT-Four (ST205) | 3:34:54.1      | +3:57.4    |
| 5.   | Luis Monzón       | José Carlos Déniz  | Renault Mégane Maxi           | 3:35:59.8      | +5:03.1    |
| 6.   | Manuel Muniente   | Joan Ibáñez Sotos  | Peugeot 306 Maxi              | 3:36:40.5 0:10 | +5:43.8    |
| 7.   | Armin Schwarz     | Manfred Hiemer     | Ford Escort RS Cosworth       | 3:39:13.7      | +8:17.0    |
| 8.   | Bert de Jong      | Ton Hillen         | Subaru Impreza S5 WRC '97     | 3:44:12.5      | +13:15.8   |
| 9.   | Toni Gardemeister | Paavo Lukander     | Lancia Delta HF Integrale     | 3:44:57.6      | +14:00.9   |
| 10.  | Antonio Ponce     | Sebastián García   | Citroën ZX 16S                | 3:47:02.7      | +16:06.0   |